# Steirerwut
Steirerwut ist der vierte Teil aus der Steiermark der österreichischen Landkrimi-Filmreihe aus dem Jahr 2020 von Wolfgang Murnberger. Bei dem Film handelt es sich um die Fortsetzung von Steirerblut (2014), Steirerkind (2018) und Steirerkreuz (2019). Das Drehbuch von Wolfgang und Maria Murnberger basiert auf Figuren aus den Steirerkrimis von Claudia Rossbacher. Die Reihe wurde mit Steirertod (2021) und Steirerrausch (2021) fortgesetzt.
Auf Flimmit wurde der Film am 17. Oktober 2020 veröffentlicht. Die Erstausstrahlung im ORF erfolgte am 24. Oktober 2020 und im Ersten am 11. März 2021.

## Handlung
In ihrem vierten Fall werden Sandra Mohr und ihr Vorgesetzter Sascha Bergmann vom LKA Graz in das Oststeirische Hügelland gerufen, wo sie den vermeintlichen Suizid durch Erhängen des Bauern Johann Hödlgruber untersuchen sollen. Dieser stellt sich nach der Besichtigung von Eva Merz von der Spurensicherung, mit der Bergmann dort eigentlich einen Thermenurlaub verbringen wollte, allerdings als Mord heraus, die örtlichen Polizisten Karl Fasching und Leo Leitner benötigen Unterstützung. Hödlgruber wurde noch am Vortag in alkoholisiertem Zustand von der Polizei mit seinem Auto angehalten. Es wurde kein Abschiedsbrief gefunden, sein Prostatakrebs galt als geheilt. Das Genick des Opfers war nicht gebrochen, was bei der Länge des Seils zu erwarten gewesen wäre.
Das Opfer hatte mit vielen Personen Konflikte, daher gibt es eine Reihe von Verdächtigen. Darunter befinden sich Leo Leitners Eltern, die sich jahrelang mit Hödlgruber um einen Grenzstein gestritten hatten. Ebenso hätten Hödlgrubers Sohn Peter, der für die Tatzeit kein Alibi hat, sowie Bruder Ernst ein Motiv, der sich um sein Erbe betrogen fühlte. Außerdem wollte Thermenbesitzer Martin Wallner einen Golfplatz errichten, Hödlgruber senior war allerdings dagegen. Unter den Verdächtigen befinden sich auch Peters Geliebte Lotte, die auf dem Nachbarhof Alpakas hält, und deren Mitarbeiter Jens Lodenast, genannt Jenser, laut dem Hödlgruber senior die Alpakas vergiften wollte. Hödlgruber senior war außerdem gegen die Verbindung von Peter und Lotte.
Sandra Mohr wird nach einem Schusswechsel mit Ernst Hödlgruber, der eine Befragung durch die Polizei verweigerte, gemeinsam mit Ernst ins Krankenhaus eingeliefert, wo sie von Saschas Sohn Daniel besucht wird. Mohr ermittelt in der Folge vorübergehend vom Krankenhaus aus per Videoübertragung. Eine Rekonstruktion des möglichen Tatherganges ergibt, dass der Täter das Opfer vermutlich mit dem Traktor in die Auffindeposition gebracht hatte, da andernfalls aufgrund des Gewichtes zwei Personen notwendig gewesen wären.
Nachdem die Spurensicherung Hinweise findet, die darauf hindeuten, dass Peter Hödlgruber seinen Vater in Auffindeposition gebracht hat, um einen Selbstmord vorzutäuschen, wird Peter festgenommen. Dessen Geliebte Lotte gibt ihm ein Alibi, laut ihr war er zur Tatzeit bei ihr. Sascha Bergmann vermutet in der Folge, dass Jens Lodenast die Tat begannen haben und Peter Hödlgruber durch Beweismanipulation untergeschoben haben könnte. Eine Radaraufnahme ergibt, dass Peter Hödlgruber zum Tatzeitpunkt 150 Kilometer vom Tatort entfernt war.
Von Ernst Hödlgruber erfährt Mohr zufällig, dass Johann Hödlgruber vor Jahren alkoholisiert einen Unfall verursacht hat. Helga Leitner, die Frau von Leo, wurde dabei verletzt und verlor ihr Kind sowie ihre Lebensfreude. Damals wurde eine außergerichtliche Lösung gefunden. In der Tatnacht erzählte Leo Helga, dass Johann Hödlgruber erneut von Postenkommandant Karl Fasching in alkoholisiertem Zustand gedeckt wurde. Leo Leitner gibt schließlich an, dass er Johann Hödlgruber in der Tatnacht eigentlich nur einen Denkzettel verpassen wollte. Nachdem er den alkoholisierten Hödlgruber schlafend vorfand und in der Nähe einen Strick, hängte Leo Leitner Johann Hödlgruber im Stadel auf.

## Produktion
Die Dreharbeiten fanden vom 16. März bis zum 16. April 2019 statt, gedreht wurde in der Steiermark. Drehorte waren unter anderem Graz, Bad Waltersdorf, Vasoldsberg, St. Marein bei Graz und Semriach.
Produziert wurde der Film von der Allegro Film, beteiligt waren der Österreichische Rundfunk und die ARD (Degeto Film), unterstützt wurde die Produktion vom Fernsehfonds Austria und Cinestyria Filmcommission and Funds.
Die Kamera führte Peter von Haller. Für das Kostümbild zeichnete Martina List verantwortlich, für die Ausstattung Maria Gruber, für den Ton Dietmar Zuson, für das Maskenbild Helene Lang und Michaela Sommer und für das Casting Nicole Schmied.

## Rezeption

### Kritiken
Volker Bergmeister vergab auf tittelbach.tv vier von sechs Punkten und bezeichnete den Film als geschickt konstruierten Krimi mit einem ungewöhnlichen, verzwickten Fall. Wolfgang Murnberger mische Spannung mit Humor und spiele und mit seinen Figuren wie auf einem Schachbrett.
Christian Lukas befand auf Quotenmeter.de, dass auf der Positivseite dieses Kriminalfilmes die Charaktere ständen, mit denen die Ermittler konfrontiert werden. Allerdings sei dieser Fall nicht wirklich spannend. Die Story büße ihre makabre Grundstimmung ein, das morbide Mordstheater mutiere zum konventionellen Donnerstagskrimi mit Lokaltouch.
Tilmann P. Gangloff schrieb auf evangelisch.de, dass Murnberger gleich mehrere Genres miteinander kombiniere: Drama, romantische Komödie und Krimi. Der eigentliche Reiz liege weniger in der Suche nach der Lösung, sondern in der äußerst kurzweiligen Kombination der verschiedenen Ebenen. Viel Spaß mache vor allem Hary Prinz, der die besten Dialoge habe. Einziger Wermutstropfen: Deutsche Zuschauer verständen nicht alle Pointen.

### Einschaltquote
Der Film wurde bei Erstausstrahlung im ORF von durchschnittlich 876.000 Zusehern verfolgt.
In Deutschland sahen den Film bei Erstausstrahlung 5,77 Millionen Personen, der Marktanteil betrug 17,4 Prozent.